# Walter Kogler
Walter Kogler est un footballeur autrichien né le 17 août 1965 à Wolfsberg, qui évoluait au poste de défenseur à l'Austria Vienne et en équipe d'Autriche.
Kogler a marqué un but lors de ses vingt-huit sélections avec l'équipe d'Autriche entre 1991 et 2001.

## Carrière

### Carrière de joueur
- 1990-1992 : Sturm Graz  Autriche
- 1992-1996 : Austria Vienne  Autriche
- 1996-1998 : Austria Salzburg  Autriche
- 1998-1999 : AS Cannes  France
- 1998-1999 : LASK Linz  Autriche
- 1998-2002 : Tirol Innsbruck  Autriche
- 2002-2004 : FC Kärnten  Autriche[1]

### Carrière d'entraîneur
- 2004-2005 : FC Kärnten (jeunes)  Autriche
- 2005-2006 : Wolfsberger AC II  Autriche
- 2007-2008 : DSV Leoben  Autriche
- 2008-2012 : Wacker Innsbruck  Autriche
- 2013-2015 : Rot-Weiss Erfurt  Allemagne

## Palmarès

### En équipe nationale
- 28 sélections et 1 but avec l'équipe d'Autriche entre 1991 et 2001.

### Avec l'Austria Vienne
- Vainqueur du Championnat d'Autriche de football en 1993.
- Vainqueur de la Coupe d'Autriche de football en 1994.
- Vainqueur de la Supercoupe d'Autriche en 1993 et 1994.

### Avec l'Austria Salzbourg
- Vainqueur du Championnat d'Autriche de football en 1997.
- Vainqueur de la Supercoupe d'Autriche en 1997.

### Avec le FC Tirol
- Vainqueur du Championnat d'Autriche de football en 2000, 2001 et 2002.